# Rosenholzakterna
Rosenholzakterna är en samling av mikrofilmer av ett systematiskt ordnat kortregister från det östtyska Ministeriet för statssäkerhet (Stasi) som amerikanska Central Intelligence Agency (CIA) kom över efter Berlinmurens fall. Samlingen förvaras i CIA:s högkvarter i Langley utanför Washington, D.C.

## Bakgrund
Rosenholzkartoteket har sin bakgrund i att Stasis utrikesspionage Hauptverwaltung Aufklärung, HV A, upprättade ett kortregister på 1950-talet för att kunna hitta i arkivet. När HV A upprättade dokument om en person upprättades också ett eller flera registerkort om personen. Registerkort upprättades för allt från agenter till personer som man övervakade eller kunde tänka sig att rekrytera som agenter. Enbart genom att ha tillgång till dessa registerkort kunde man hitta dokument, det vill säga akter, rörande olika personer i arkivet. 
HV A använde sig av flera sorters kartotekskort. De som är kända är F16 (Klarnamnskartoteket), F22, Statistikkort och Arbetskartotek. Arbetskartoteket består endast av uppgifter om fast anställda vid Stasi. F16, F22 och Statistikkorten däremot är tillsammans förutsättningen för att förstå hur många och vilka som var agenter för HV A och vilka som var deras offer. Hela registersystemet i original förintades under våren 1990 liksom i princip alla HV A:s akter. 
HV A lät mikrofilma registerkorten vid ett flertal tillfällen från 1970-talet och framåt. Vissa av dessa mikrofilmer vet man har förstörts, men inte alla. Registersystemet hade dock växt till sådana proportioner att mikrofilmningarna på 80-talet endast berörde nya kartotekskort samt uppdateringar av dessa. Således är mikrofilmerna från hösten 1988, de som CIA innehar, endast ett utsnitt, en bråkdel, av HV A:s registersamling. 

## Överlämnande till CIA
Hur mikrofilmerna från hösten 1988 hamnade hos CIA är inte känt. Forskarna Helmut Müller Enbergs och Thomas Wegener Friis fastslog i tidskriften Baltic Worlds våren 2012 att uppgifterna om att KGB-officerarna Sacha Prinzipalov och Alexander Sjubenko skulle varit inblandade inte kan stämma. Uppgifterna om att CIA köpt mikrofilmerna i Warszawa i mitten av år 1991 av en tidigare KGB-arkivarie för 75 000 dollar anses komma från CIA närstående personer och kan ses som desinformation. Müller Enbergs och Wegener Friis pekar istället på att mikrofilmerna troligen lämnades över av någon eller några av HV A:s egen personal, en teori som bland annat den före detta HV A-chefen Markus Wolf trodde på. Oavsett räknas Rosenholzkartoteken som en av CIA:s genom historien största framgångar.
Namnet Rosenholz uppkom 1993–95, det vill säga efter murens fall, genom "Operation Rosewood" då amerikanarna tillät tyska säkerhetspolisen Bundesamt für Verfassungsschutz att ta del av delar av kortregistret och genomföra handanteckningar. Arbetet ledde till att många tidigare DDR-agenter greps och dömdes, bland annat Rainer Rupp, alias Topas, som spionerat från Natos högkvarter i Bryssel. Även de skandinaviska länderna fick ta del av information från Rosenholzkartoteket och förundersökningar genomfördes gentemot misstänkta Stasiagenter. 

## Tillgänglighet
Rosenholzkartoteken i sin helhet är inte tillgängligt för forskning. Däremot ingick USA och Tyskland ett avtal 1999 där Tyskland medgavs att få kopior på kartotekskort rörande tyska medborgare. Således överlämnades 2000–2003 drygt 351 000 kartotekskort till Tyskland och myndigheten som förvaltar Stasiarkivet BStU. Av detta var 293 000 F16-kort, cirka 2 000 Statstikkort och resterande delen F22-kort. En trolig uppskattning blir därmed att hela Rosenholzsamlingen består av mellan 400 000 och 500 000 kartotekskort. Hela HV A:s kartotekssamling, som förstördes 1990, bör därmed ha varit långt mycket större. 
Den stora andelen F16-kort förklaras med att det var ett klarnamnskartotek, det vill säga att man kunde se personers verkliga namn och inte enbart kodnamn och registreringsnummer. Medvetet blandades oskyldiga människor in i F16-samlingen så att endast ett fåtal skulle veta vilka som var de verkliga agenterna. Enligt BStU innehåller bara 10 procent av det tyska beståndet av F16-dokumenten verkliga agenter. De övriga 90 procenten består av Stasis offer, som HV A medvetet lade in i systemet som en desinformation gentemot de egna medarbetarna. Endast genom att ha F22, Statistikkorten och tillgång till material i Stasiarkivet kopplat till dessa så kan man avgöra vilka som arbetade som agenter utomlands.  
År 2000 framförde den nuvarande chefen för tyska underrättelsetjänsten, Ernst Uhrlau, ett förslag till de nordiska ländernas ambassadörer om att även de skulle se till att få ut Rosenholzkartoteken rörande de nordiska medborgarna samt att överföra materialet till ursprungsarkivet i Tyskland. Professor Birgitta Almgren har genom sin forskning visat att svenska Säkerhetspolisen endast fått ta del av enstaka F16-kort, med vilka man inte kan avgöra om en person varit agent eller inte.